# 한국언론법학회
사단법인 한국언론법학회(Korean Society for Media Law, Ethics and Policy Research)는 언론영역의 법·윤리·정책이 수행하는 역할에 대한 학문적 규명과 언론법 영역의 쟁점에 대한 학술적·실무적·정책적 논의를 활성화하는 목적으로 2002년 2월 8일에 설립된 학술단체이다. 사무실은 서울특별시 서대문구 경기대로 9길 24에 있다. 관련 분야의 학술 연구와 교육 및 조사, 학술지 및 학술 도서의 발행, 연구발표회 및 강연회 등을 활동하고 있다. 학술지 《언론과 법》을 발간하고 있다.

## 주요 사업
- 언론법·윤리·정책, 미디어 커뮤니케이션과 관련한 학술 연구, 교육 및 조사
- 학술지 및 기타 간행물의 발행
- 연구발표회 및 강연회 등의 개최
- 기타 학회의 목적을 달성함에 필요한 사업

## 역대 회장
| 대수   | 성명   | 소속             | 재직 기간               |
| ------ | ------ | ---------------- | ----------------------- |
| 제1대  | 원우현 | 고려대학교       | 2002년 2월~2004년 6월   |
| 제2대  | 김진홍 | 한국외국어대학교 | 2004년 6월~2006년 6월   |
| 제3대  | 유일상 | 건국대학교       | 2006년 6월~2007년 3월   |
| 제4대  | 권영설 | 중앙대학교       | 2007년 3월~2009년 3월   |
| 제5대  | 한위수 | 변호사           | 2009년 3월~2011년 4월   |
| 제6대  | 정재황 | 성균관대학교     | 2011년 4월~2013년 4월   |
| 제7대  | 김재협 | 변호사           | 2013년 4월~2015년 1월   |
| 제8대  | 문재완 | 한국외국어대학교 | 2015년 1월~2016년 11월  |
| 제9대  | 이재진 | 한양대학교       | 2016년 11월~2018년 10월 |
| 제10대 | 김종철 | 연세대학교       | 2018년 10월~2020년 11월 |
| 제11대 | 이승선 | 충남대학교       | 2020년 11월~2022년 12월 |
| 제12대 | 권형둔 | 공주대학교       | 2022년 12월~2023년 12월 |
| 제13대 | 윤성옥 | 경기대학교       | 2023년 12월~2024년 12월 |
| 제14대 | 심석태 | 세명대학교       | 2024년 12월~            |

## 구성원
- 고문(총 12명)
- 감사
- 회장
- 차기 회장
- 부회장(총 10명)
- 총무이사(총 3명)
- 연구이사(총 10명)
- 기획이사(총 9명)
- 대외협력이사
- 국제이사
- 정보이사
- 홍보이사
- 재무이사
- 편집이사
- 총무간사
- 재무간사
- 연구간사
- 편집간사

## 학술지
- 《언론과 법》[1]